# 버사 만

버사 만(Bertha Mann, 1893년 10월 21일 ~ 1967년 12월 20일)은 미국의 영화배우, 연극 배우이다.
애틀랜타에서 태어났으며 로스앤젤레스에서 사망하였다.

## 영화
- 비하인드 더 마스크 (1932년)
- 서부 전선 이상 없다 (1930년)